# Florian Stahel
Florian Stahel (10 maart 1985) is een Zwitsers voetballer (verdediger) die sinds 2011 voor de Zwitserse eersteklasser FC Luzern uitkomt. Met FC Zürich won hij in 2005 de Zwitserse beker. In 2006, 2007 en 2009 werd hij landskampioen met deze club.

## Erelijst
FC Zürich
- Landskampioen

2006, 2007, 2009
- Zwitserse beker

2005